# 鲁家沟镇
鲁家沟镇，是中华人民共和国甘肃省定西市安定区下辖的一个乡镇级行政单位。

## 行政区划
鲁家沟镇下辖以下地区：
南川村、紫云村、将台村、东风村、小岔口村、花岔村、太平村、大岔村、三湾村、山林村、张沟村、罗川村、大湾村、吊沟村和御风村。